# Georg Wildhagen (Regisseur)
Georg Wildhagen (* 15. September 1920 in Hannover; (Anm.) † 2. Dezember 1990 in Mattsee, Österreich) war ein deutscher Film- und Fernsehregisseur.

## Leben
Die lustigen Weiber von Windsor war nach Figaros Hochzeit (1949) die zweite Opernverfilmung, die Georg Wildhagen für die DEFA drehte. Nach Streitigkeiten um das Finale des Films, das kurz vor der Premiere verändert werden musste, drehte Wildhagen keinen weiteren Film mehr für die DEFA und übersiedelte nach Hamburg.

## Filmografie
- 1949: Figaros Hochzeit (Drehbuch und Regie)
- 1950: Die lustigen Weiber von Windsor (Regie)
- 1951: Die Dubarry (Regie und Co-Drehbuch)
- 1953: Eine Nacht in Venedig (Komm in die Gondel)
- 1954: Hochzeitsglocken (Regie)
- 1966: Ein Tag in Paris (Fernsehfilm, Regie)
- 1967: Lösegeld für Mylady (Fernsehfilm, Regie)
- 1970: Paul Klee (Radio Bremen, Fernsehfilm, Regie, 30 Min.)
- 1970: Der Feldherrnhügel
- 1971: Auf neutralem Boden (Fernsehfilm, Regie)
- 1975: Künstler unserer Zeit – Diether Kressel (ZDF-Fernsehfilm, 30 Min.)
- 1978: Eifersucht (Fernsehfilm, Regie)